# Жарко Федір Аврамович
Федір Аврамович Жарко (нар. 4 (17) червня 1914, с. Михайлівка, тепер Кам'янський район, Черкаська область — 17 липня 1986, Київ) — український збирач фольклору і бандурист, виконавець українських народних дум. З 1965 року — Заслужений артист України.

## Біографія
Народився у селі Михайлівка (нині Кам'янського району Черкаської області).
У 1936 році закінчив Черкаський педагогічний інститут за фахом вчитель математики. Працював вчителем у Баришівський сільській школі на Київщині. Під час війни під Києвом потрапив у німецький полон, але був відпущений, через те, що одна з шкільних вчительок впізнала його та сказала, що це її чоловік. У Баришівці, під час німецької окупації він повинен був працювати, через те, що мав статус військовополоненого і у разі відмови він та його родина могли були розстріляні. Від 1944 року брав участь у всесоюзних музичних олімпіадах, та після перемоги на одному з конкурсів, який проводився у Великому театрі в Москві, він був призначений солістом академічної капели «Думка». З 1946—1974 соліст Київської Капели Бандуристів.
1946 року заарештований та висланий на 10 років заслання за доносом свого друга Анатолія Хорошайло. Перебував в Іркутській області та в Колимі. Звільнився 1953 року.
Платівки з його унікальним голосом вийшли і як персональні записи, і як номер на платівках Державної капели бандуристів УРСР, під керівництвом народного артиста СРСР О. Міньківського. Був упорядником збірника українських народних пісень для голосу в супроводі бандури (1967,1969).

## Твори
- Художник-бандурист (г. К. Ткаченко) // Музика. — 1978, ч. 2.
- Українські народні пісні для голосу в супроводі бандури. — К. 1967, 1969.